# Pindara illibata
Pindara illibata là một loài bướm đêm thuộc họ Noctuidae. Loài này có ở Oriental region, bao gồm Nhật Bản và Borneo.
Ấu trùng ăn các loài Bischofia và Elaeocarpus.

## Hình ảnh

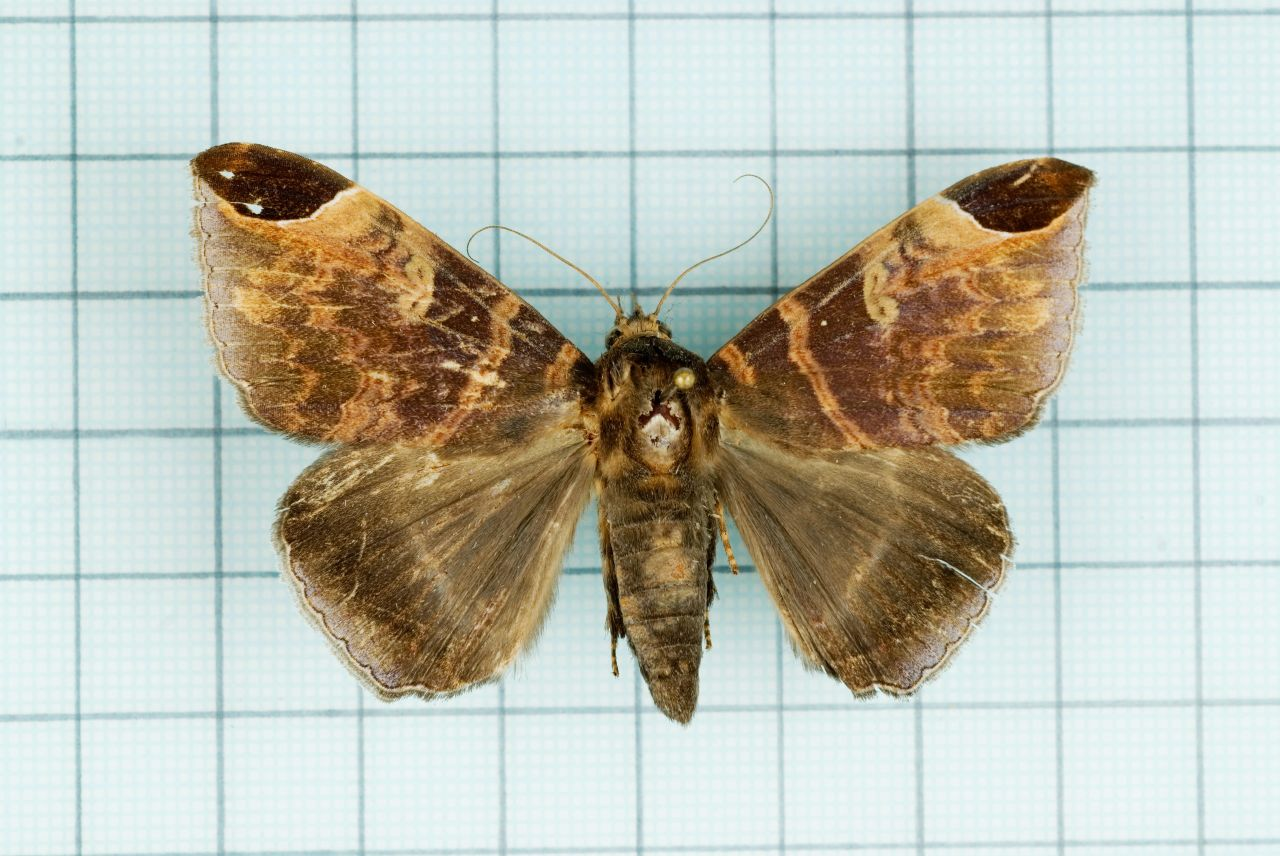